# Grawe
Grawe, (Grazer Wechselseitige Versicherung sau Graz Mutual Insurance Company) este un grup financiar de asigurări din Austria, înființat în anul 1828

## Grawe în România
Compania este prezentă în România din anul 2000 cu servicii de asigurări de viață.
În prezent (februarie 2008), compania Grawe își desfășoară activitatea prin intermediul brokerilor specializați și a forței proprii de vânzare și este prezentă în 19 județe din țară prin propriile agenții, la care se adaugă cele șase agenții din București.
În anul 2007, a ocupat locul cinci în topul asiguratorilor de viață, cu o cotă de piață de 5,46%.